# Доње Међурово
Доње Међурово је насељe у градској општини Палилула на подручју града Ниша, у Нишавском управном округу. Налази се на алувијалној тераси Јужне Мораве на 6,8 км југозападно од центра Ниша. Према попису из 2022. било је 1.572 становника (према попису из 2002. било је 1.414 становника).

## Историја
Доње Међурово помиње се крајем 15. века, јер га турски попис 1498. године евидентира са 74 кућа, 12 неожењених, 2 удовичке куће и са пореским дажбинама од 6.373 акче. Према турском попису нахије Ниш из 1516. године, место је било једно од 111 села нахије и носило је исти назив као данас, а имало је 63 кућа, 10 удовичка домаћинства, 20 самачка домаћинства. Као и друга села и оно је страдало у потоњим вековима турске владавине, а нарочито у рату 1690. Године 1710. убележено је као читлук Мехмед-аге из Ниша, који га је, готово испражњеног, поново заселио рајом. Пред ослобођење од Турака, када је имало 36 махом задружних кућа, селом је господарио Аџија-ага пореклом из Ђаковице. Године 1878. село је имало 36 домаћинстава и 327 становника, а 1930. године 85 домаћинстава и 778 становника.
Своје раније доминантно натуралне карактеристике село је почело да губи у периоду Србије, а између два светска рата добило је тржишна обележја са преовлађујућом ратарском и повртарском оријентацијом. После 1945. године у селу су настале крупније економско-социјалне промене, премда не и битнија рурална трансформација. У 1971. години имало је 112 пољопривредних, 108 мешовитих и 85 непољопривредних домаћинстава. На тој основи током осме деценије 20. века Доње Међурово је добило карактеристике приградског мешовитог насеља. У овој декади је, осим тога, у урбаном смислу дошло до физичког споја и срастања Доњег Међурова са суседним Чокотом и насељем Девети мај.

## Саобраћај
До Доњег Међурова се може доћи приградском линијом 25 ПАС Ниш - Доње Међурово - Чокот - Насеље 9. Мај.
Овде се налази Железничка станица Међурово. Село је познато по томе што у њему одседају беле роде у већем броју него у околним селима.

### Контроверзе
Дана 21. децембра 2018. године, на пружном прелазу у Доњем Међурову догодила се саобраћајна несрећа у којој је учествовао аутобус Ниш експреса гаражног броја 62 и путнички воз Железница Србија, који је саобраћао на линији Ниш - Прокупље. Удес се догодио око 7 часова и 30 минута по локалном времену, а у несрећи је на лицу места смртно страдало троје лица, док је још двоје подлегло повредама у нишком Клиничком центру. У извештају Радио-телевизије Србије наведено је да се међу повређенима налазило 26 особа, од чега двоје животно угрожених лица, старости око 16 година.
Мерцедес-Бенц Ситаро, који је превозио ученике у средњу школу, преполовљен је од последица удеса и у потпуности хаварисан. Заменик директора Ниш експреса, Новица Тасић, навео је да је возач испуњавао све услове за рад, те да је возило претходно прошло редовну контролу. Несрећу је окарактерисао као једну од најтежих у којима су учествовали возачи тог предузећа.
Мештани Доњег Међурова су у изјавама за медије нагласили да је прелаз небезбедан за употребу и да на њему не постоји рампа. Градско веће Ниша донело је одлуку да се 22. децембар прогласи даном жалости на територији Града. Поводом трагичног догађаја, мештани Доњег Међурова су се два дана касније окупили код пружног прелаза, са захтевом да се на том месту постави железничка рампа.
Закључно са крајем календарске године, било је укупно шест страдалих у судару воза и аутобуса. Возач аутобуса ухапшен је десет дана након саобраћајне несреће, као осумњичени за тешко дело против безбедности саобраћаја. Дана 3. јануара 2019, седма по реду особа подлегла је повредама задобијеним у удесу.

## Демографија
У насељу Доње Међурово живи 1409 пунолетна становника, а просечна старост становништва износи 44,7 година (43,5 код мушкараца и 46,0 код жена). У насељу има 588 домаћинства, а просечан број чланова по домаћинству је 2,67.
Ово насеље је великим делом насељено Србима (према попису из 2002. године).
|  |

| Демографија | Демографија | Демографија |
| Година      | Становника  | Становника  |
| ----------- | ----------- | ----------- |
| 1948.       | 1.251       |             |
| 1953.       | 1.341       |             |
| 1961.       | 1.423       |             |
| 1971.       | 1.384       |             |
| 1981.       | 1.475       |             |
| 1991.       | 1.480       | 1.459       |
| 2002.       | 1.414       | 1.452       |
| 2011.       | 1.722       |             |
| 2022.       | 1.572       |             |

| Етнички састав према попису из 2002.‍ | Етнички састав према попису из 2002.‍ | Етнички састав према попису из 2002.‍ | Етнички састав према попису из 2002.‍ | Етнички састав према попису из 2002.‍ |
| ------------------------------------ | ------------------------------------ | ------------------------------------ | ------------------------------------ | ------------------------------------ |
|                                      |                                      |                                      |                                      |                                      |
| Срби                                 | Срби                                 |                                      | 1.322                                | 93,49%                               |
| Роми                                 | Роми                                 |                                      | 44                                   | 3,11%                                |
| Југословени                          | Југословени                          |                                      | 1                                    | 0,07%                                |
| непознато                            | непознато                            |                                      | 5                                    | 0,35%                                |

| Година пописа     | 1948. | 1953. | 1961. | 1971. | 1981. | 1991. | 2002. |
| ----------------- | ----- | ----- | ----- | ----- | ----- | ----- | ----- |
| Број домаћинстава | 177   | 196   | 266   | 305   | 352   | 356   | 393   |

| Број чланова      | 1  | 2  | 3  | 4  | 5  | 6  | 7  | 8 | 9 | 10 и више | Просек |
| ----------------- | -- | -- | -- | -- | -- | -- | -- | - | - | --------- | ------ |
| Број домаћинстава | 39 | 84 | 75 | 81 | 57 | 33 | 18 | 5 | 1 | 0         | 3,60   |

| Пол    | Укупно | Неожењен/Неудата | Ожењен/Удата | Удовац/Удовица | Разведен/Разведена | Непознато |
| ------ | ------ | ---------------- | ------------ | -------------- | ------------------ | --------- |
| Мушки  | 617    | 162              | 399          | 46             | 9                  | 1         |
| Женски | 590    | 95               | 406          | 79             | 10                 | 0         |
| УКУПНО | 1.207  | 257              | 805          | 125            | 19                 | 1         |

| Пол    | Укупно                    | Пољопривреда, лов и шумарство | Рибарство                            | Вађење руде и камена | Прерађивачка индустрија       |
| ------ | ------------------------- | ----------------------------- | ------------------------------------ | -------------------- | ----------------------------- |
| Мушки  | 310                       | 58                            | 0                                    | 0                    | 110                           |
| Женски | 194                       | 84                            | 0                                    | 0                    | 36                            |
| УКУПНО | 504                       | 142                           | 0                                    | 0                    | 146                           |
| Пол    | Производња и снабдевање   | Грађевинарство                | Трговина                             | Хотели и ресторани   | Саобраћај, складиштење и везе |
| Мушки  | 4                         | 21                            | 40                                   | 4                    | 28                            |
| Женски | 1                         | 2                             | 31                                   | 4                    | 7                             |
| УКУПНО | 5                         | 23                            | 71                                   | 8                    | 35                            |
| Пол    | Финансијско посредовање   | Некретнине                    | Државна управа и одбрана             | Образовање           | Здравствени и социјални рад   |
| Мушки  | 1                         | 2                             | 16                                   | 3                    | 8                             |
| Женски | 0                         | 2                             | 6                                    | 4                    | 12                            |
| УКУПНО | 1                         | 4                             | 22                                   | 7                    | 20                            |
| Пол    | Остале услужне активности | Приватна домаћинства          | Екстериторијалне организације и тела | Непознато            | Непознато                     |
| Мушки  | 12                        | 0                             | 0                                    | 3                    | 3                             |
| Женски | 4                         | 0                             | 0                                    | 1                    | 1                             |
| УКУПНО | 16                        | 0                             | 0                                    | 4                    | 4                             |